# بارك جوو هي
بارك جوو هي (بالكورية: 박주희)‏ هي ممثلة كورية جنوبية، ولدت في 28 أغسطس 1987 في كوريا الجنوبية.

## روابط خارجية
- بارك جوو هي على موقع IMDb (الإنجليزية)
- بارك جوو هي على موقع قاعدة بيانات الفيلم (الإنجليزية)

لم يتم العثور على روابط لمواقع التواصل الاجتماعي.